# Leo Arnaud
Leo Arnaud ou Léo Arnaud est un compositeur américain d'origine française, né  le 24 juillet 1904 à Couzon-au-Mont-d'Or (France) et mort  le 26 avril 1991 à Hamptonville (Caroline du Nord, États-Unis).

## Biographie
Il étudia la composition à Lyon et à Paris, auprès de Maurice Ravel et Vincent d'Indy. Tromboniste de jazz en France sous le nom de Leo Vauchant, il émigra aux États-Unis en 1931. A Hollywood, il fut arrangeur pour Fred Waring, avant de rejoindre la MGM en tant que compositeur, arrangeur et orchestrateur de 1936 à 1966.
En 1980, Leo Arnaud quitta Hollywood et s'établit dans comté de Yadkin, en Caroline du Nord, d'où était originaire sa femme. 

## Bugler's Dream
Il est principalement connu pour les musiques de films qu'il a composées et surtout pour Bugler's Dream, très connu des Américains car il s'agit du thème musical de la couverture des Jeux olympiques par les chaînes télévisées ABC et NBC. Ce morceau fut composé pour le chef d'orchestre Felix Slatkin en 1958 pour son album Charge!. En 1968, ABC commença à l'utiliser pour sa couverture des Jeux olympiques d'hiver de 1968 à Grenoble, puis pour les Jeux olympiques suivants. La chaîne NBC changea de thème musical lorsqu'elle obtint les droits de diffusion des Jeux olympiques d'été de 1988 à Séoul, mais elle réutilisa Bugler's Dream quatre ans plus tard, pour la diffusion des Jeux olympiques d'été de 1992, à Barcelone.
Bugler's Dream utilise comme thème principal une sonnerie de trompette de cavalerie, le Salut aux étendards, composée sous le Consulat par David Buhl (fondateur de l'école de trompette de Versailles à la demande de Napoléon Bonaparte).
Pour les Jeux olympiques d'été de 1984, à Los Angeles, John Williams composa le morceau Olympic Fanfare and Theme qui est souvent joué en medley avec Bugler's Dream.

## Nominations et Récompenses
Il a été nommé une fois aux Oscars pour The Unsinkable Molly Brown, en 1964.